# 夏の終わりのニルヴァーナ
『夏の終わりのニルヴァーナ』（なつのおわりのニルヴァーナ）は、2013年1月25日にぱじゃまソフトから発売された18禁恋愛アドベンチャーゲームである。

## ゲームシステム
記憶を失った死せる少女たちと、その罪を裁く少年の心の交流を描いたアダルトゲームである本作は、同じく閉鎖空間を舞台とした『パンドラの夢』に近い方向性をとっている。

## ストーリー
主人公カルマは、名門校・耶麻代学院に入学した。その学院には、罪を犯して魂の輪廻から外れてしまった、記憶喪失の少女たちが勉学に励んでいた。相手の嘘と記憶を見抜く力を持つかれは、彼女達の過去を明かし、その罪を裁くという使命が課せられていたのだ。

## 登場人物
カルマ
声：なし
本作の主人公。相手の嘘と記憶を見抜く力を持っており、記憶を読み解くときは、相手の経験をフラッシュバックとして見るという形をとる。ラッキースケベの一面をもち、クオンらにセクハラをすることもある。
クオン（久遠）
声：小鳥居夕花
カルマの幼馴染で、彼のことを第一に考えている。かなりの甘党で、作った料理の大半が非常に甘い味付けである。
ミハヤ（橘 美羽夜）
声：夏野こおり
学院の女子生徒。物静かで悲観的な言動が多い。
ナユ（如月 那由）
声：不破弥莉亜
学院の女子生徒。元気いっぱいだが、運動神経は悪く、スタミナも乏しい。性に興味があり、その分野に関する知識に詳しいほか、カルマのセクハラをあおってはクオンらに迷惑をかけている。
レイア（九条院 玲亜）
声：三代眞子
学院の女子生徒。縦ロールにしたツインテールが特徴。助平心丸出しのカルマを変態として蔑んでいる。
ノノ
声：桐谷華
学院の女子生徒。好奇心旺盛で前向きだが、現状への理解が不十分であり、一人称が自分の名前にするなど、幼い面が目立つ。レイアをご主人様として慕う。ナユとはフライングディスクで遊ぶ仲。
奪衣婆（だつえば）
声：小森さくら
耶麻代学院の用務員を務める女性で、カルマのお目付け役。金の匂いを嗅ぎつけては様々なアイテムを売りさばく。
千手観音（せんじゅかんのん）
声：青山ゆかり
耶麻代学院でカルマらのクラスの担任を務めている女性。基本的に腕は二本しか出していないが、その気になれば多数の腕を生やすこともできる。
堅物のように見えるが、カルマを優しく見守っている。
早良/和尚（さわら/おしょう）
声：菱勝
耶麻代学院の用務員を務める僧侶。生前は高貴な人物だったが、現在は千手観音の部下である。
柔軟な思考の持ち主で、カルマらのバカ騒ぎに付き合うこともある。

## 主題歌
オープニングテーマ「夏の終わりのニルヴァーナ」
歌：solfa feat. Ceui
作詞・作曲・編曲：iyuna

## 関連商品

### CD
「夏の終わりのニルヴァーナ」
コミックマーケット83にて先行発売され、本作と同じ2013年1月25日に一般発売された。オープニングテーマとエンディングテーマの他、ボーナストラックとしてヒロインらによるドラマパートも収録される。